# 黎愛蓮
黎愛蓮（1949年—2024年9月1日），香港女歌手，1960年代至1970年代的著名歐西流行曲女歌手，中英混血兒。1979年1月6日，黎愛蓮於其位於尖沙咀的住所前被一名兇徒襲擊以致毀容，最後需要離開香港樂壇，轟動一時。

## 生平

### 1966年至1970年：光芒乍現
黎愛蓮乃一英中混血兒，曾學習法文6年。其父親為英國人，母親則為廣東台山人。1966年，黎參加了一個才藝比賽，並且贏得「香港阿哥哥女皇」（"A-Go-Go Queen of Hong Kong"）的美譽，後來更有「阿哥哥小姐」（"Miss A-Go-Go"）的稱譽。是次比賽黎獲亞軍，冠軍為譚安娜。縱使不能夠榮膺冠軍，黎已經一炮而紅，及正式出道。
然而，黎未即時於香港發展，反而與當年樂隊搭檔被邀請到新加坡及馬來西亞等駐唱兼且促進舞蹈熱潮，並且主要以演唱歐西流行曲為主。1968年，黎重返香港，加入百代唱片，旋即灌錄及發行首支單曲《To Sir, with Love》（原唱者為Lulu），隨即大紅，成為了當時最受歡迎的香港歌手之一。後又推出數張細碟，包括《Runnin'》（1968年）。同年，黎又與樂隊The Thunderbirds的成員李小龍的胞弟李振輝（藝名Robert Lee）發行細碟《Baby Baby》（YouTube（页面存档备份，存于）），更令黎聲名大噪。1969年，黎更成為了惟一一個代表香港到同年舉行的日本萬國博覽會表演的女歌手。

### 1971年至1978年：星光閃閃
黎其後再接再厲，分別推出數張大碟及細碟，當中包括同名大碟《Irene Ryder》（1971年）、《Irene》（1973年）及《Solitaire》（1974年）；細碟《Cry Me a River》（1971年）、《Jack In The Box》（1972年）等，均有不錯銷售成績，並奠定了其於樂壇的地位。1975年，又推出《The Best Of Irene Ryder》精選集，及灌錄多首歐西流行曲，包括由Yvonne Elliman原唱的《I Don't Know How to Love Him》，以及重灌1972年著名美國電影《教父》（The Godfather）的主題曲《Speak Softly Love》。黎之於樂壇的貢獻並多次令她當選1970年代最佳女歌手及最受歡迎女歌手。
除樂壇發展外，黎亦曾於70年代進軍影壇。1972年，黎接拍了由名導演吳思遠執導的動作片《餓虎狂龍》（與黃元申、陳惠敏、梁小龍等合演），並因而結識了黎的前夫梁小龍。1973年，再接拍了同為吳思遠執導的動作片《猛虎下山》，兼為女主角（與陳星、黃元申、梁小龍等合演）。1974年，參演邵氏出品、張曾澤執導的艷情片《面具》（與秦漢、金霏、依達、艾蒂等合演）。1975年，接拍了迄今最後一套電影、由潘壘執導的邵氏歌舞艷情片《妙妙女郎》（與汪禹、仙杜拉等合演）。。同年她因誤服藥物後被發現在寓所內昏迷。

### 1979年至1994年：噩耗絕跡
1979年1月6日，黎如常步出位於其尖沙咀山林道住所時，突然被一兇徒襲擊，令到黎的頭部及背部嚴重灼傷，導致毀容，一種說法是以西裝上衣淋潑強酸，一種說法是被燃燒的衣物套在頭上，事件發生後轟動香港娛樂圈。自此黎被逼離開樂壇，以一年多的時間接受近20次植皮及磨皮手術重整臉容。
事件令到黎的身心均受到極大的困擾及打擊，令到黎多次萌動輕生念頭。1980年11月6日，黎第三度因為自殺而被送往醫院接受治療，並且大叫「十分痛苦，要死去！」。黎的家人及時發現，方才阻止其服食過量安眠藥自殺。黎及後絕跡香港娛樂圈，一直至1995年方才復出。

### 1995年至2024年：重新出發
黎因為事件而告別昔日樂壇，一別復出後相隔16年；1995年，黎出席由香港電台舉辦之香港歲月演唱會。
1997年，黎獲得邀請出席岑南羚舉辦的演唱會，與1960年代香港樂隊D'Topnotes的主音Christine Samson（洛詩婷）等同台演唱。1998年2月，黎偕同好友兼著名歐西流行曲歌手兼演員Joe Junior舉行了5場演唱會，分別於2月17、18、19、23及25日，於上環文娛中心劇院、屯門大會堂演奏廳、元朗劇院演藝廳、荃灣大會堂演奏廳及大埔文娛中心演奏廳舉行，演唱多首英語金曲及歐西流行曲。自此，黎宣布正式復出，於同年6月灌錄及發行專輯《The Legend》，曲目包括成名歌曲《Baby Baby》及《Cry Me a River》等。
黎除了灌錄唱片，亦有演唱廣告歌曲，又擔任音樂農莊的歌唱導師，培育後進。
2001年，香港演藝人協會確認黎成為會員，並且添加其至會員名冊。
2006年6月，黎與Joe Junior一同推出《The Best Of Joe Junior & Irene Ryder》專輯。

#### 2024年：逝世
2024年9月11日，黎愛蓮女兒Anne Leung在黎愛蓮社交平台宣佈，黎愛蓮於同月1日上水北區醫院病逝，享年75歲。其喪禮於同年10月4日假九龍殯儀館地下德望堂以天主教儀式進行，黎愛蓮生前演藝界好友包括黃淑儀及其丈夫徐景清、蘇姍等到場致祭，至於黎愛蓮前夫梁小龍、賈思樂、鄧光榮太太嚴納珍、邱禮濤，以及香港演藝人協會代表則致送花牌悼念。
10月5日，黎愛蓮靈柩下葬柴灣歌連臣角天主教聖十字架墳場。據悉，因其家屬有感黎愛蓮生前曾受襲擊以致其頭部及背部嚴重灼傷，故棄用火葬並改以土葬安葬。

## 個人生活
黎愛蓮本來定於1974年10月21日結婚，然而其當時身為音樂人的英籍未婚夫於同年10月1日因誤用藥物離世，以致婚事和吹。後來，她與前夫、著名武打明星梁小龍之關係最受到人關注。曾經有傳聞指黎毀容的意外即與梁有關，但是遭到梁否認。梁於2010年接受《明報周刊》訪問時指出，黎於1974年接拍動作片《猛虎下山》時，曾經主動向當時為男配角的梁示愛，但是遭到梁拒絕。後梁於慶功宴敬酒時答應了黎開展情侶關係，及於1975年結婚，翌年育有一女梁子文。梁透露當年跟黎的蜜運過程痛苦。
外界多次揣測黎當年受到兇徒突襲乃由於梁與人結怨，此推論被黎及梁否認。梁透露，實則為黎於結識梁以前，已經與一名鼓手戀愛，並且到了談婚論嫁的地步，惟遭對方家人的強烈反對，黎父怒而取消婚禮。黎及後亦為此事割脈自殺。梁又指出，事件後，他為了為黎醫治，窮盡了其積蓄。黎亦指出，她為了植皮及磨皮手術動用了逾400萬港元。
黎與梁最終於1980年代初期離婚。

## 作品年表

### 音樂作品

#### 單曲
- To Sir With Love – EMI Columbia – 1968
- Kowloon, Hong Kong

#### LP
- Irene Ryder – EMI Regal SREG-9603 – 1971
  - Nobody Child
  - Mister Boo Bam Man
  - For You
  - Maple Village
  - I Don't Know How to Love Himv
  - But at Night
  - Hauting Me
  - (Where do I begin) Love Story
  - Dancing in The Sun
  - The Way It Used to Be
  - Midnight
  - Jack In The Box
- Irene – EMI Regal SREG-9611 – 1973
  - Speak Softly Love
  - First of May
  - Puppet on a String
  - Up on the Roof
  - Both Sides Now
  - Too Beautiful to Last
  - In the Morning (of my life)
  - Leaving on a Jet Plane
  - Vincent
  - Beg Steal or Borrow
  - The Wedding/This is My Prayer
  - Touch Me
  - Don't Take Your Love Away From Me
- Solitaire – EMI Columbia S-33ESX-220 – 1974
  - Solitaire
  - The Last Waltz
  - Touch Me in The Morning
  - Help Me Make It Through the Night
  - The Morning After
  - Wonderful Dream
  - You're So Vain
  - Help me Jesus
  - The Twelfth of Never
  - Fool
  - All Over The World
  - You're the Sunshine of My Life
- The Best Of Irene Ryder – EMI Columbia S-33ESX-225 – 1975（精選集LP）
  - The Way We Were
  - I Don't Know How To Love Him
  - Killing Me Softly
  - I Won't Last A Day Without You
  - Billy, Don't Be a Hero
  - Speak Softly Love
  - The Morning After
  - Too Beautiful To Last
  - If You Love Me Let Me Know
  - No Body's Child
  - (Where Do I Begin)Love Story
  - Touch Me In The Morning

#### EP
- Runnin' – EMI Columbia ECHK-519 – 1968
  - Runnin'
  - My Babe
  - To Sir, with Love
  - In All The World
- Baby Baby (Irene Ryder and Robert Lee) – EMI Columbia ECHK-1028 – 1968
  - Baby Baby
  - You Put Me Down
- 1,2,3 And I Fell – EMI Columbia ECHK-1039 – 1969
  - 1,2,3 And I Fell
  - Until It's Time For You To Go
- Cry Me A River – EMI Columbia – 1970
- Jack In The Box – EMI Columbia CHK-1501 – 1971

#### 專輯
- The Legend – 1998
- The Best of Joe Junior and Irene Ryder – 2006

### 電視作品

#### 電視劇
- 《廣東好漢》，佳藝電視，1976

### 電影作品
- 客串演出於《飛賊含笑火》，1966
- 《餓虎狂龍》（Kung Fu, the Invisible Fist），1972
- 《猛虎下山》（The Rage of Wind），1973
- 《面具》（Sex For Sale），1974
- 《妙妙女郎》（Cuties Paradise），1975

## 外部連結
- YouTube：Irene Ryder & Robert Lee - Baby Baby（页面存档备份，存于）
- YouTube：Irene Ryder - First of May（页面存档备份，存于）
- YouTube：香港歲月演唱會 之 Irene Ryder - Yesterday（页面存档备份，存于）
- YouTube：Irene Ryder - Nobody's Child 1971（页面存档备份，存于）
- YouTube：You don't have to say you love me - Irene Ryder（页面存档备份，存于）
- YouTube：黎愛蓮於1966年客串香港電影《飛賊含笑火》中跳A-Go-Go的片段（页面存档备份，存于）
- YouTube：Jack In The Box - Irene Ryder
- 新浪香港娛樂（2010-1-14）：衞蘭唔介意似黎愛蓮[永久]